# Харитоновская (Тарногский район)
Харитоновская — деревня в Тарногском районе Вологодской области.
Входит в состав Спасского сельского поселения, с точки зрения административно-территориального деления — в Верхнеспасский сельсовет.
Расстояние по автодороге до районного центра Тарногского Городка — 41 км, до центра муниципального образования Никифоровской — 2 км. Ближайшие населённые пункты — Спасский Погост, Федневская, Целковская, Кузьминская.
По переписи 2002 года население — 14 человек.